# Raymond Hunthausen
Raymond Gerhardt Hunthausen (ur. 21 sierpnia 1921 w Anaconda, zm. 22 lipca 2018 w Helena) – amerykański duchowny katolicki, arcybiskup Seattle w latach 1975–1991.

## Życiorys
Ukończył z wyróżnieniem Carroll College w Helenie na kierunku chemicznym. Chciał zostać chemikiem lub pilotem myśliwca. Został jednak przekonany przez jednego ze swych profesorów, by wstąpił do seminarium duchownego. Jesienią 1943 został alumnem St. Edward Seminary w Kenmore w stanie Waszyngton. Święcenia kapłańskie otrzymał 1 czerwca 1946 z rąk ordynariusza rodzinnej diecezji Helena Josepha Gilmore'a. Wrócił następnie na swą alma mater Carroll College, gdzie pracował jako wykładowca chemii (1946–1957) i trener miejscowej drużyny piłkarskiej i koszykarskiej. W latach 1957–1962 dyrektor tej placówki. W roku 1953 ukończył studia na Uniwersytecie Notre Dame. Od 1958 nosił tytuł prałata.
8 lipca 1962 został mianowany ordynariuszem rodzinnej diecezji Helena. Sakry udzielił mu ówczesny delegat apostolski do USA Egidio Vagnozzi. Podczas pierwszej sesji Soboru Watykańskiego II był najmłodszym biskupem amerykańskim. W czasie jego rządów zwiększono zaangażowanie świeckich w życie Kościoła, co było zgodne z wytycznymi soboru. 13 lutego 1975 mianowany arcybiskupem metropolitą Seattle. Na emeryturę przeszedł przedwcześnie, 21 sierpnia 1991, w atmosferze kontrowersji doktrynalnych. Od kilku lat trwało bowiem dochodzenie w sprawie zbyt liberalnych poglądów arcybiskupa, koordynowane przez ówczesnego prefekta Kongregacji Nauki Wiary kardynała Josepha Ratzingera. Chodziło m.in. o popieranie przez niego grup nie akceptujących pełnego nauczania Kościoła (homoseksualiści) i zbytnie innowacje w dziedzinie liturgii i sakramentów. Począwszy od roku 1983 archidiecezję wizytowali kolejni wysłannicy apostolscy, którzy badali administracyjne i duszpasterskie praktyki Hunthausena. Jednym z nich był nowy biskup pomocniczy Donald Wuerl (1985–1988), który po krótkim czasie przeniesiony został do diecezji Pittsburgh. Mianowano następnie koadiutora z prawem następstwa o bardziej konserwatywnych poglądach, który ostatecznie w 1991 przejął sukcesję w archidiecezji.
Abp Hunthausen był od roku 2011 ostatnim żyjącym amerykańskim biskupem, który uczestniczył we wszystkich czterech sesjach Soboru Watykańskiego II. Wyświęcił na kapłanów przyszłych biskupów George’a Thomasa i Josepha Tysona.